# Menhir Ilso de Lodos

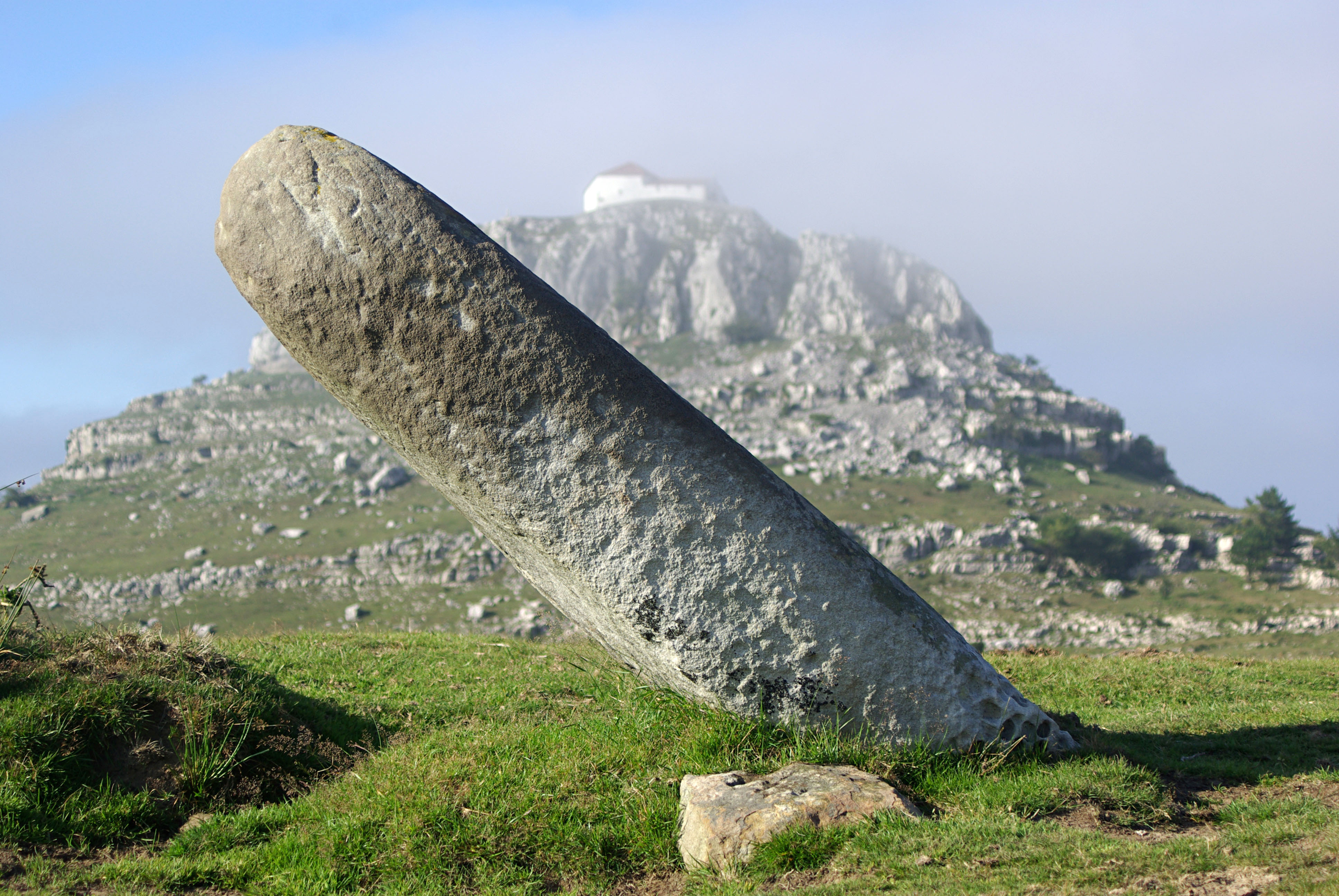
Menhir Ilso de Lodos

Der Menhir Ilso de Lodos (auch Menhir de Alto de Guriezo genannt) ist ein neolithischer Menhir, der in der Nähe der Gemeinde Guriezo in Kantabrien in Spanien steht. Er steht schräg in den Bergen des Guriezo-Tales, mehr als 500 Meter über dem Meeresspiegel und etwa zehn Kilometer von der Küste und dient als Grenzstein zwischen den Gemeinden Ampuero, Guriezo und Rasines.
Es ist ein Menhir aus Kalkstein mit einer Länge von 1,86 m und ist Teil des Megalithkomplexes von Alto de Lodos, zu dem ein Dolmen und ein anderer Menhir gehören. Im Norden befinden sich die Megalithen von Hayas-Alto de Guriezo mit zwei weiteren Menhiren und verschiedenen Grabhügeln.
Im Jahr 1994 wurden in Kantabrien 144 Megalithstrukturen erfasst, von denen 13 Menhire waren.
Auf dem Hügel Hoyo Menor in der Nähe befindet sich die Einsiedelei Nuestra Señora de las Nieves.